# Who shot J.R.?

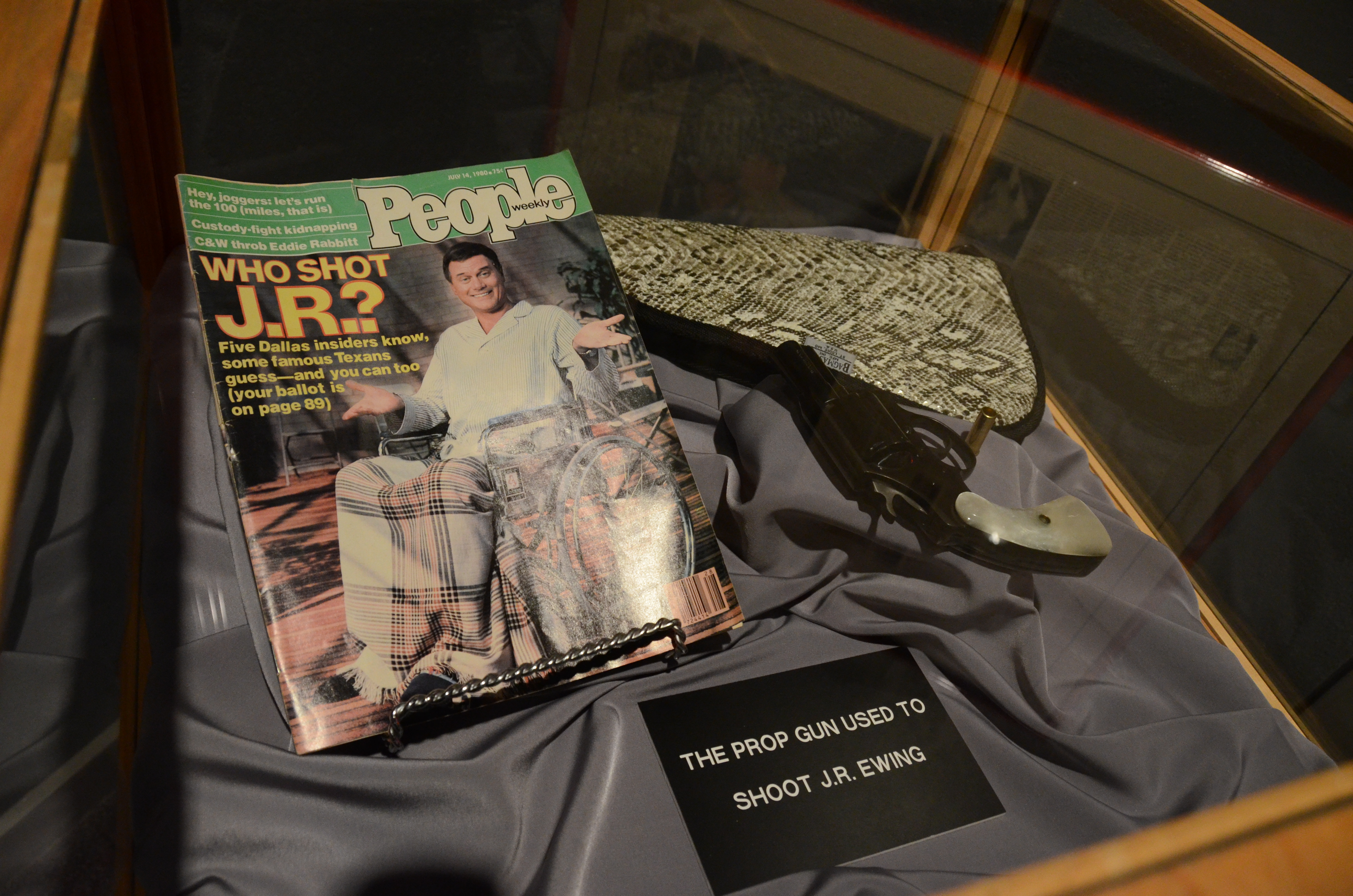
Magazine avec le titre Who shot J.R.? et pistolet (accessoire du tournage de Dallas).

Who shot J.R.? (en français : « Qui a tiré sur J. R. ? ») était une accroche publicitaire que la chaîne américaine CBS inventa en 1980 pour promouvoir le feuilleton télévisé Dallas.

## Apparition de la question et supputations
Dans la scène finale de la saison 1979-1980, le personnage de J. R. Ewing, joué par Larry Hagman, s'est fait tirer dessus par un individu non identifié. L'épisode, intitulé « A Divided House », fut diffusé le 21 mars 1980. Les téléspectateurs durent attendre tout l'été et même une bonne partie de l'automne à cause d'une grève des scénaristes et de certains acteurs de Hollywood (dont Hagman), pour apprendre si J.R. survivrait et lequel de ses nombreux ennemis était le coupable.
Des T-shirts furent imprimés arborant des phrases comme Who shot J.R.? puis I shot J.R., et furent très courants durant tout l'été. Les entreprises de pari du monde entier organisèrent de fortes mises sur les 10 personnages principaux. Une session du parlement turc fut même interrompue pour permettre aux législateurs de rentrer à la maison à temps pour voir l'épisode de révélation.
Pendant la campagne présidentielle de 1980 (qui mena à l'élection du républicain Ronald Reagan), les républicains diffusèrent un pin's officiel affichant a democrat killed J.R., qui selon quelques sources[réf. nécessaire] ne fut pas pour rien dans le triomphe de Reagan. Le président démocrate sortant Jimmy Carter déclara dans un discours qu'il n'aurait aucune difficulté à financer sa campagne s'il savait qui avait tué J.R (en référence aux mises extraordinaires atteintes par les paris).

## Réponse et postérité
En fin de compte, le coupable désigné fut Kristin Shepard (jouée par Mary Crosby) dans l'épisode Who Done It?, diffusé le 21 novembre 1980. Kristin était la belle-sœur et maîtresse de J.R., qui avait tenté de l'assassiner dans un accès de colère. J.R. n'engagera finalement aucune poursuite contre elle en apprenant qu'elle était enceinte de lui.
À l'époque, Who Done It? fut recensé comme étant l'épisode de série le plus regardé de toute l'histoire de la télévision américaine. Il fut gratifié d'une évaluation de 53.3 sur l'échelle de Nielsen et d'une part d'audience de 76 % ; on a évalué que 83 000 000 personnes l'avaient visionné. le précédent record pour un épisode de télévision (sans compter l'épisode final de la minisérie Racines) avait été l'épisode final de la série Le Fugitif (1967). Who did it? fut depuis recalé à la seconde position, battu en 1983 par l'épisode final de M*A*S*H mais reste toujours de loin l'épisode non final le plus suivi pour une série TV.
Le grand succès de ce stratagème scénaristique de 1980 aida à installer l'habitude de terminer une saison de série télévisée par un cliffhanger.